# Jeri Ryan
Pour les articles homonymes, voir Ryan.
Jeri Lynn Zimmermann, née le 22 février 1968 à Munich en Allemagne, est une actrice américaine.

## Biographie

### Jeunesse et formation
Jeri Ryan est née Jeri Lynn Zimmermann dans la base américaine de Munich en 1968, dans le Sud de l'Allemagne de l'Ouest ; elle est la fille de Gerhard Florian « Jerry » Zimmermann, un sergent dans l'armée des États-Unis, et son épouse Sharon, une travailleuse sociale. Elle a un frère aîné, Mark. Jeri Ryan a grandi sur des bases de l'armée dans le Kansas, dans le Maryland, à Hawaii, en Géorgie et au Texas. Quand elle a onze ans, son père quitte l'armée et la famille s'installe à Paducah, dans le Kentucky. Elle est diplômée de Lone Oak High School en 1986 et elle étudie à la Northwestern University. Elle y est diplômée en 1990 d'un Bachelor of Arts (licence) avec une majeure en théâtre.
Elle est élue Miss Illinois en 1989.
Elle a participé au concours de Miss America en 1990, où elle a terminé troisième.

### Carrière
Après le collège, elle a travaillé à Los Angeles. Elle a fait ses débuts d'actrice dans Madame est servie et enchaîne des rôles dans des séries télévisées comme Melrose Place, Matlock et Star Trek: Voyager

## Vie privée
Elle a épousé Jack Ryan le 15 juin 1991. Avec lui, elle a eu un fils, Alex, né le 15 août 1994. Ils ont divorcé le 27 août 1999.
Elle s'est remariée avec le chef étoilé français Christophe Emé, avec lequel elle est propriétaire du restaurant de cuisine française l'Ortolan, à Los Angeles. Ils se sont mariés le 16 juin 2007 au château de Noirieux en Anjou. De cette union est née Gisele le 2 mars 2008.

## Filmographie

### Cinéma
- 1992 : Flash III: Deadly Nightshade : Felicia Kane
- 1997 : Men Cry Bullets : Lydia
- 2000 : The Last Man : Sarah
- 2000 : Dracula 2001 : Valerie Sharpe
- 2000 : Sale Môme (The Kid) : L'invitée de Larry King
- 2003 : Bye Bye Love : Gwendolyn
- 2019 : La Vengeance du diable : Susan

### Télévision

#### Séries télévisées
- 1991 : Madame est servie (Who's the Boss?) s07e17 L'invincible Tony (The Unsinkable Tony Micelli) : Pam (créditée en tant que Jeri Lynn Ryan)
- 1991 : Flash : Felicia Kane
- 1991 : Top of the Heap (en) : Tyler
- 1991 : Nurses : Lisa
- 1991 : La Voix du silence (Reasonable Doubts) : Rachel Beckwith
- 1993 : The Jackie Thomas Show : Pauline Yardley
- 1993 : Matlock : Carrie Locke
- 1994 : Time Trax (en) : Lauren Sanders
- 1995 : Arabesque (Murder She Wrote) : Maura
- 1995 : Charlie Grace : Claire
- 1996 : Le Client : Jennifer
- 1996 : Melrose Place : Valerie Madison
- 1996 : Diagnostic : Meurtre (Diagnosis: Murder) : Melissa Farnes
- 1997 : Dark Skies : L'Impossible Vérité (Dark Skies) : Juliet Stewart
- 1997-2001: Star Trek: Voyager : Seven of Nine
- 1998-1999 : The Sentinel : Alexis Barnes
- 2001-2004 : Boston Public : Ronnie Cooke
- 2004-2011 : Mon oncle Charlie (Two and a Half Men) : Sherri
- 2004 : Sudbury : Gillian Owens
- 2005 : Newport Beach (The O.C) : Charlotte Morgan
- 2006 : Boston Justice (Boston Legal) : Courtney Reese
- 2006-2008 : Shark : Jessica Devlin
- 2009-2010 : New York, unité spéciale (saison 10, épisode 18 ; saison 11, épisodes 5 et 17) : avocate de la défense Patrice Larue
- 2009-2011 : Leverage : Tara Cole
- 2010 : Psych : Enquêteur malgré lui (Psych) : Dr Kimberly Phoenix
- 2011 : Mortal Kombat: Legacy : Sonya Blade
- 2011 : Robot Chicken : Sally Williams/Rachel (Voix)
- 2011 : New York, section criminelle (Law & Order: Criminal Intent) : Naomi Halloran
- 2011 : Warehouse 13 : Amanda Lattimer
- 2011-2013 : Body of Proof : Kate Murphy
- 2014 : Helix : Constance Sutton
- 2015 : NCIS : Enquêtes spéciales : Rebecca (2e ex-épouse de Leroy Jethro Gibbs)
- 2015 : Arrow : Jessica Danforth
- 2016-2019 : Harry Bosch : Veronica Allen
- depuis 2020 : Star Trek : Picard : Seven of Nine

#### Téléfilms
- 1991 : Nightmare in Columbia County : Dawn Elizabeth Smith
- 1992 : Just Deserts : Nicole
- 1993 : La Secte de Waco (In the Line of Duty: Ambush in Waco) : Rebecca
- 1996 : Pier 66 : Beth Saunders
- 1996 : Co-ed Call Girl : Kimberly
- 2005 : The Commuters : Anne
- 2010 : L'Esprit d'une autre (Secrets in the Walls) : Rachel Easton
- 2010 : Piège en haute-couture (Dead Lines) : Sophie Fyne

### Jeux vidéo
- 2001 : Star Trek: Voyager - Elite Force : Seven of Nine
- 2014 : Star Trek Online : Seven of Nine

## Voix francophones
En France, Jeri Ryan est régulièrement doublée par Malvina Germain.